# Liste adeliger Herrscher namens Adolf
Adolf oder Adolph hießen folgende Herrscher:

## Adolf
- 1292–1298 Adolf von Nassau, römisch-deutscher König
- 1319–1327 Adolf (Pfalz), Titular-Pfalzgraf bei Rhein
- 1353–1390 Adolf von Nassau-Wiesbaden-Idstein (1353–1390), als Adolf I. Erzbischof von Mainz
- 1408–1437 Adolf (Jülich-Berg), Herzog von Jülich und Berg
- 1416–1420 Adolf (Nassau-Dillenburg), Graf von Nassau-Dillenburg
- 1435–1441 Adolf (Bayern), Herzog von Bayern-München
- 1465–1471 Adolf von Egmond, Herzog von Geldern
- 1482–1500 Adolf (Oldenburg-Delmenhorst), Graf von Oldenburg aus dem Haus Oldenburg
- 1489–1540 Adolf von Burgund, Herr von Veere und Admiral der Niederlande
- 1556–1589 Adolf von Neuenahr, Graf von Limburg, Statthalter in den Niederlanden
- 1606–1623 Adolf (Bentheim-Tecklenburg), Graf
- 1654–1676 Adolf (Nassau-Schaumburg), Graf von Nassau-Schaumburg, Prinz von Nassau-Dillenburg
- 1743–1803 Adolf (Hessen-Philippsthal-Barchfeld), Landgraf von Hessen-Philippsthal-Barchfeld
- Adolf zu Mecklenburg (1785–1821), Prinz, Herzog zu Mecklenburg-Schwerin, Offizier, Konvertit zur katholischen Kirche

### Adolf I.
- 1101–1106 Adolf I. (Berg), Graf von Berg
- 1110–1130 Adolf I. (Schauenburg und Holstein), Graf von Schauenburg und Holstein
- 1226–1249 Adolf I. von der Mark, Graf von Mark
- 1228–1270 Adolf I. (Waldeck und Schwalenberg), Graf von Waldeck
- 1544–1586 Adolf I. (Schleswig-Holstein-Gottorf), Herzog von Schleswig-Holstein-Gottorf
- 1839–1866 Adolf I., Herzog von Nassau; 1890–1905 Großherzog von Luxemburg
- 1860–1893 Adolf I. (Schaumburg-Lippe), Fürst von Schaumburg-Lippe
- Adolf I. von Dassel, Graf von Dassel und Ratzeburg sowie Marschall von Westfalen
- Adolf I. von Saffenberg, Graf von Saffenberg und Nörvenich; Vogt von Klosterrath

- 1435–1459 Adolf I. von Schleswig ist: Adolf VIII. (Holstein)

### Adolf II./III.
- 1106–1160 Adolf II. (Berg), Graf von Berg
- 1128/30–1164 Adolf II. (Schauenburg und Holstein), Graf von Schauenburg und Holstein
- 1210–1257 Adolf II. von Dassel
- 1270–1271 Adolf II. (Waldeck), Graf
- 1328–1347 Adolf II. von der Mark, Graf von Mark
- 1373–1448 Adolf II. (Kleve-Mark), der erste Herzog von Kleve und Graf von der Mark
- 1911–1918 Adolf II. (Schaumburg-Lippe), Fürst von Schaumburg-Lippe

- 1164–1225 Adolf III. (Schauenburg und Holstein), Graf von Schauenburg und Holstein
- 1197–1218 Adolf III. (Berg), Graf von Berg
- 1368–1394 Adolf III. von der Mark, Graf von Mark
- Adolf III. von Dassel, Graf
- Adolf III. (Waldeck) († 1431), von 1397 bis 1431 Graf von Waldeck zu Landau und Begründer der älteren Linie Waldeck-Landau

### Adolf IV.-VII.
- 1225–1261 Adolf IV. (Schauenburg und Holstein), Graf von Schauenburg und Holstein
- 1246–1256 Adolf IV. (Berg), Graf von Berg
- 1259–1296 Adolf V. (Berg), Graf von Berg
- 1263–1273 Adolf V. (Holstein-Segeberg), Graf von Holstein-Segeberg
- 1290–1315 Adolf VI. (Holstein-Schauenburg), Graf von Schaumburg
- 1308–1348 Adolf VI. (Berg), Graf von Berg
- 1315–1354 Adolf VII. (Schaumburg), Graf von Schaumburg
- 1359–1390 Adolf VII. (Holstein-Kiel), Graf von Holstein-Kiel

### Adolf VIII.-XI.
- 1435–1459 Adolf VIII. (Holstein), Graf von Holstein
- 1354–1370 Adolf VIII. (Schauenburg), Graf von Schaumburg
- 1404–1426 Adolf IX., Graf von Schaumburg
- 1464–1474 Adolf X., Graf von Schaumburg
- 1576–1601 Adolf XI., Graf von Schaumburg

## Adolf …
- Adolf Friedrich (Schweden), König von Schweden (1751–1771)
- Adolf Friedrich I. (Mecklenburg), Herzog von Mecklenburg-Schwerin (1592–1628)
- Adolf Friedrich II. (Mecklenburg), Herzog von Mecklenburg-Strelitz (1701–1708)
- Adolf Friedrich III. (Mecklenburg), Herzog von Mecklenburg-Strelitz (1708–1752)
- Adolf Friedrich IV. (Mecklenburg), Herzog von Mecklenburg-Strelitz (1752–1794)
- Adolf Friedrich V. (Mecklenburg), Großherzog von Mecklenburg-Strelitz (1904–1914)
- Adolf Friedrich VI. (Mecklenburg), Großherzog von Mecklenburg-Strelitz (1914–1918)
- Adolph Friedrich, Herzog von Cambridge (1774–1850)
- Adolf Wilhelm (Sachsen-Eisenach), Herzog (1662–1668)

## ... Adolf
- Gustav II. Adolf (Schweden), König von Schweden (1611 bis 1632)
- Gustav IV. Adolf (Schweden), König von Schweden (1792 bis 1809)
- Gustav VI. Adolf (Schweden), König von Schweden (1950 bis 1973)

## Kirchliche Herrscher
- Adolf von Eppstein, Bischof von Speyer
- Adolf I. von Nassau, Erzbischof von Trier
- Adolf I. von Altena, Graf von Altena, Erzbischof von Köln (1193–1205, † 1220)
- Adolf I. (Werden) († 1173), von 1160 bis 1173 Abt von Werden
- Adolf II. von der Mark, Bischof von Lüttich
- Adolf II. (Waldeck) (* um 1258; † 1302), Graf von Waldeck und Bischof von Lüttich (als solcher Adolf I.)
- Adolf III. von der Mark, Graf von der Mark, Erzbischof von Köln (1363–1364, † 1394)
- Adolf von Schaumburg, Graf von Schaumburg, Erzbischof von Köln (1546–1556)
- Adolf von Anhalt-Zerbst, Fürst von Anhalt-Zerbst, Bischof von Merseburg (1514–1526)